# Gamet

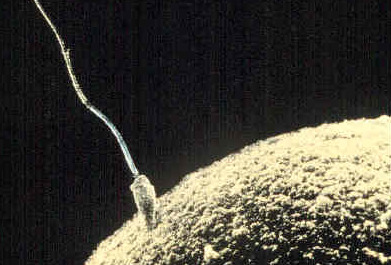
Zwei menschliche Keimzellen, ein Spermium und die im Vergleich dazu sehr große Eizelle, unmittelbar vor der Befruchtung

Gameten (Einzahl „der Gamet“; altgriechisch γαμέτης gamétēs „Ehemann“), auch als Geschlechtszellen oder Keimzellen bezeichnet, sind spezialisierte Zellen, von denen sich zwei bei der geschlechtlichen Fortpflanzung zu einer Zygote vereinigen (Befruchtung).

## Kontext: der Kernphasenwechsel
Die Zygote erhält alle Chromosomen der beiden Gameten. Diese Verdoppelung wird an einer anderen Stelle des Lebenszyklus durch eine spezielle Form der Kernteilung, die Meiose oder Reduktionsteilung, ausgeglichen. Der Wechsel zwischen den beiden Kernphasen (gewöhnlich haploid und diploid) wird als Kernphasenwechsel bezeichnet. 
Beim Menschen und den meisten vielzelligen Tieren (Metazoa) sind die Gameten die einzigen haploiden Zellen, während die übrigen Körperzellen diploid sind. Diese Lebewesen nennt man deshalb Diplonten. Der umgekehrte Fall liegt bei den Haplonten vor, bei denen nur die Zygote diploid ist und alle anderen Zellen haploid. Das kommt bei einigen einfach organisierten Organismen vor, insbesondere bei fadenförmigen Grünalgen und bei Flagellaten.
Weiter verbreitet ist die dritte Form des Kernphasenwechsels, bei dem sowohl in der haploiden als auch in der diploiden Phase normale Kernteilungen (Mitosen) erfolgen und daher haploide und diploide Generationen im Wechsel auftreten (Diplohaplonten). Das ist bei Landpflanzen (Embryophyta) und vielen Algen der Fall. Bei den Samenpflanzen ist die haploide Phase im weiblichen Teil der Blüte auf den Embryosack in der Samenanlage und im männlichen Teil der Blüte auf den Pollen beschränkt. Ihre männlichen Gameten befinden sich im Pollenschlauch und gelangen durch ihn in die Samenanlagen, wo sie die Eizellen befruchten, die infolgedessen diploid werden.   
Manche Arten von Tieren oder Pflanzen haben in der Zygote und den Körperzellen vier (tetraploid) oder sechs (hexaploid) oder mehr Chromosomensätze. Auch in diesen Fällen haben die Keimzellen jeweils halb so viele Chromosomensätze und ein Kernphasenwechsel geschieht entsprechend.

## Gametentypen
Bei manchen Lebewesen, insbesondere bei den einzelligen Flagellaten, sehen die Gameten wie normale Zellen aus, und die verschmelzenden Gameten unterscheiden sich nicht in ihrer Gestalt. Auch bei einigen mehrzelligen Algen sind die Gameten, die miteinander verschmelzen, äußerlich nicht voneinander zu unterscheiden. Man bezeichnet solche Gameten als Isogameten und die Verschmelzung von Isogameten als Isogamie. Da sich Isogameten aber physiologisch unterscheiden, nämlich verschiedenen Paarungstypen angehören, bezeichnet man die miteinander verschmelzenden Zellen als +Gameten und -Gameten (Plusgameten bzw. Minusgameten).
Bei den meisten Lebewesen unterscheiden sich die Gameten jedoch auch äußerlich und können daher verschiedenen Geschlechtern zugeordnet werden, wobei der größere und oft unbewegliche Gamet als weiblich betrachtet wird. Wenn – wie bei vielen Algen – die Gameten beider Geschlechter Geißeln tragen und dadurch beweglich sind, spricht man von Anisogameten und Anisogamie. Im Extremfall (so bei Menschen und bei allen vielzelligen Tieren (Metazoa)) ist die weibliche Geschlechtszelle viel größer als die männliche und nicht zu aktiver Bewegung fähig. Sie wird Eizelle genannt, die viel kleineren, meist sich lebhaft bewegenden männlichen Geschlechtszellen werden als Spermatozoiden, Spermatozoen oder kurz Spermien bezeichnet. Die Verschmelzung von Eizellen und Spermien wird als Oogamie bezeichnet. Bei den Rotalgen sind auch die männlichen Gameten unbegeißelt und werden Spermatien genannt.

## Herkunft der Gameten
Bei den meisten vielzelligen Tieren gehen die Gameten aus der Keimbahn hervor, die sich in einem sehr frühen Stadium der Entwicklung vom übrigen Organismus (Soma) absondert. In diversen Gruppen einfacher organisierter Tiere leiten sie sich jedoch erst viel später von pluripotenten Stammzellen her, die sich auch zu den verschiedenen Zelltypen somatischer Gewebe entwickeln können. Beispiele sind die Interstitial-Zellen der Hohltiere, die Neoblasten der Plattwürmer und die Hämoblasten, die im Blut der Seescheiden zirkulieren. Auch Pflanzen und Pilze haben keine gesonderte Keimbahn. So bildet etwa das Meristem im Sprossscheitel der Blütenpflanzen während des vegetativen Wachstums Laubblätter, aber dann zur Fortpflanzung Staubblätter und Fruchtblätter.
Zur Bildung der Gameten (Gametogenese) entwickeln die meisten Organismen spezielle Geschlechtsorgane. Diese werden bei Tieren Gonaden, bei Pflanzen und Pilzen Gametangien genannt. Bei geschlechtlicher Differenzierung in weiblich und männlich werden die weiblichen Gametangien Archegonien oder Oogonien und die männlichen Gametangien Antheridien genannt.